# Anchorage (Kentucky)
Anchorage is een plaats (city) in de Amerikaanse staat Kentucky, en valt bestuurlijk gezien onder Jefferson County.

## Demografie
Bij de volkstelling in 2000 werd het aantal inwoners vastgesteld op 2264.
In 2006 is het aantal inwoners door het United States Census Bureau geschat op 2769, een stijging van 505 (22,3%).

## Geografie
Volgens het United States Census Bureau beslaat de plaats een oppervlakte van
7,9 km², geheel bestaande uit land. Anchorage ligt op ongeveer 195 m boven zeeniveau.

## Plaatsen in de nabije omgeving
De onderstaande figuur toont nabijgelegen plaatsen in een straal van 4 km rond Anchorage.

## Geboren in Anchorage
- Virginia Pearson (1886-1958), actrice
- Joan Osborne (1962), singer-songwriter